# Haliclona lobosa
Haliclona lobosa är en svampdjursart som först beskrevs av Lendenfeld 1888.  Haliclona lobosa ingår i släktet Haliclona och familjen Chalinidae. Inga underarter finns listade i Catalogue of Life.